# Riddlesden
Riddlesden – wieś w Anglii, w hrabstwie West Yorkshire. Leży 24 km na zachód od miasta Leeds i 289 km na północny zachód od Londynu.